# ريزدنت إيفل: الإدانة
ريزدنت إيفل دامنيشن (باليابانية: バイオハザード ダムネーション) هو فيلم رعب ثلاثي الأبعاد من إنتاج شركة كابكوم بالتعاون مع شركة سوني بيكتشرز إنترتينمنت اليابانية ومن إخراج ماكوتو كاميا وإنتاج هيرويوكي كوباياشيز. وهو الجزء الثاني بعد فيلم ريزدنت إيفل: ديجنريشن. صدر الفيلم في اليابان في 27 أكتوبر 2012، وعرض لأول مرة في شينجوكو، طوكيو.
قصة ريزدنت إيفل دامنيشن تدور حول استخدام أسلحة بيولوجية في منطقة حرب في أوروبا فترسل الحكومة الأمريكية العميل ليون س. كينيدي للتحقق من ذلك. صدر الفيلم على إكس بوكس لايف وزون وبلاي ستيشن نيتورك في 15 سبتمبر 2012، فقط قبل أسبوع من أصدراه على أقراص DVD وبلوري في 25 سبتمبر.